# Queer Palm
De Queer Palm (Roze Palm) is een onafhankelijk gesponsorde filmprijs die sinds 2010 wordt uitgereikt op het filmfestival van Cannes aan films met lgbt-gerelateerde thema’s.
De prijs werd opgericht door journalist Franck Finance-Madureira en wordt gesponsord door de Franse filmmakers Olivier Ducastel en Jacques Martineau. De jury bestaat uit organisatoren van Europese homofilmfestivals en een aantal internationale journalisten.
De films in de officiële competitie en de secties ACID, Un certain regard, Semaine de la critique en Quinzaine des réalisateurs komen in aanmerking voor de prijs.

## Winnaars
| Jaar                | Film                                 | Regisseur          | Land                                 |
| ------------------- | ------------------------------------ | ------------------ | ------------------------------------ |
| 2010 (63ste editie) | Kaboom                               | Gregg Araki        | Verenigde Staten Frankrijk           |
| 2011 (64ste editie) | Skoonheid                            | Oliver Hermanus    | Zuid-Afrika Frankrijk                |
| 2012 (65ste editie) | Laurence Anyways                     | Xavier Dolan       | Canada                               |
| 2013 (66ste editie) | L'Inconnu du lac                     | Alain Guiraudie    | Frankrijk                            |
| 2014 (67ste editie) | Pride                                | Matthew Warchus    | Verenigd Koninkrijk                  |
| 2015 (68ste editie) | Carol                                | Todd Haynes        | Verenigd Koninkrijk Verenigde Staten |
| 2016 (69ste editie) | Les Vies de Thérèse                  | Sébastien Lifshitz | Frankrijk                            |
| 2017 (70ste editie) | 120 battements par minute            | Robin Campillo     | Frankrijk                            |
| 2018 (71ste editie) | Girl                                 | Lukas Dhont        | België                               |
| 2019 (72ste editie) | Portrait de la jeune fille en feu    | Céline Sciamma     | Frankrijk                            |
| 2020                | Geen competitie                      | Geen competitie    | Geen competitie                      |
| 2021 (74ste editie) | La fracture                          | Catherine Corsini  | Frankrijk                            |
| 2022 (75ste editie) | Joyland                              | Saim Sadiq         | Pakistan                             |
| 2023 (76ste editie) | Kaibutsu                             | Hirokazu Kore-eda  | Japan                                |
| 2024 (77ste editie) | Trei kilometri până la capătul lumii | Emanuel Pârvu      | Roemenië                             |
| 2025 (78ste editie) | La Petite Dernière                   | Hafsia Herzi       | Frankrijk Duitsland                  |